# Přebor Olomouckého kraje 2003/2004
V soubojích 13. ročníku Přeboru Olomouckého kraje 2003/04 (jedna ze skupin 5. fotbalové ligy) se utkalo 16 týmů každý s každým dvoukolovým systémem podzim–jaro. Tento ročník začal v sobotu 9. srpna 2003 úvodními šesti zápasy 1. kola a skončil v neděli 20. června 2004 zbývajícími třemi zápasy 28. kola (utkání 29. a 30. kola byla předehrána).

## Nové týmy v sezoně 2003/04
- Z Divize D 2002/03 ani z Divize E 2002/03 nesestoupilo do Přeboru Olomouckého kraje žádné mužstvo.
- Ze skupin I. A třídy Olomouckého kraje 2002/03 postoupila mužstva FC Trul Mikulovice (vítěz skupiny A) a TJ Sokol Ústí (vítěz skupiny B).[1]

## Konečná tabulka
Zdroj: 
| Poř. | Tým                    | Z  | V  | R  | P  | VG | OG | B  |
| ---- | ---------------------- | -- | -- | -- | -- | -- | -- | -- |
| 1.   | FC Trul Mikulovice (N) | 30 | 20 | 4  | 6  | 64 | 37 | 64 |
| 2.   | TJ Sokol Konice        | 30 | 15 | 11 | 4  | 47 | 26 | 56 |
| 3.   | TJ Sokol Ústí (N)      | 30 | 16 | 7  | 7  | 55 | 37 | 55 |
| 4.   | FC Dolany              | 30 | 15 | 6  | 9  | 58 | 35 | 48 |
| 5.   | FK Jeseník             | 30 | 13 | 8  | 9  | 47 | 29 | 47 |
| 6.   | FK SAN-JV Šumperk      | 30 | 12 | 9  | 9  | 47 | 40 | 45 |
| 7.   | FC Kralice na Hané     | 30 | 11 | 11 | 8  | 41 | 37 | 44 |
| 8.   | SK Omya Vápenná        | 30 | 11 | 8  | 11 | 44 | 51 | 41 |
| 9.   | TJ Sokol Protivanov    | 30 | 11 | 5  | 14 | 56 | 58 | 38 |
| 10.  | TJ Tatran Litovel      | 30 | 9  | 9  | 12 | 47 | 54 | 36 |
| 11.  | FK Brodek u Přerova    | 30 | 8  | 11 | 11 | 44 | 48 | 35 |
| 12.  | TJ Zlaté Hory          | 30 | 10 | 5  | 15 | 28 | 41 | 35 |
| 13.  | FK Šternberk           | 30 | 9  | 6  | 15 | 39 | 47 | 33 |
| 14.  | SK Bělkovice-Lašťany   | 30 | 8  | 7  | 15 | 56 | 86 | 31 |
| 15.  | TJ Sigma Hodolany      | 30 | 7  | 9  | 14 | 37 | 48 | 30 |
| 16.  | FK Hlubočky            | 30 | 6  | 4  | 20 | 44 | 84 | 22 |

TJ Sokol Protivanov
Poznámky:
- Z = Odehrané zápasy; V = Vítězství; R = Remízy; P = Prohry; VG = Vstřelené góly; OG = Obdržené góly; B = Body; (S) = Mužstvo sestoupivší z vyšší soutěže; (N) = Mužstvo postoupivší z nižší soutěže (nováček)

|  | Postup do Divize E 2004/05                             |
|  | Sestup do I. A třídy Olomouckého kraje – sk. A 2004/05 |